# Иванов (Калиновский район)
Иванов (укр. Іванів) — село в Хмельникском районе Винницкой области Украины.
Расположено на левом берегу реки Южный Буг.
В селе действует железнодорожная станция Холоневская на линии Староконстантинов I — Варшица.
Код КОАТУУ — 0521682803. Население по переписи 2001 года составляет 4628 человек. Почтовый индекс — 22432. Телефонный код — 4333.
Занимает площадь 5,771 км².
В селе действует храм Святителя Николая Чудотворца Калиновского благочиния Винницкой епархии Украинской православной церкви.

## История
В 1946 году указом ПВС УССР село Янов переименовано в Иванов.

## Известные уроженцы
В селе родились Герой Советского Союза Афанасий Свинарь, контр-адмирал Василий Журавель и писатель-сатирик Олег Чорногуз.
- Иванов (Янов) на гравюре с рисунка Наполеона Орда. XIX век
- Дворец Холоневского
- Костёл Девы Марии
- Православная церковь

## Адрес местного совета
22432, Винницкая область, Калиновский р-н, с. Иванов, ул. Свинаря, 17, тел. 3-73-71; 3-73-94